# Ezeregynap
Az Ezeregynap meséi („Hezaryek Ruz”, vagy „Hazar o yek Ruz”), az Ezeregyéjszaka meséi mellett - nálunk kevésbé - ismert mesegyűjtemény.

## Szövegforrás
A mesék az arab Seid Moclès (Mukhlis) dervis gyűjteményéből lettek ismertek.

## Az első fordítás
Európai nyelven az első ismert fordítás a francia François Pétis de la Croix (1653-1713) munkája: a Les mille et un jours, amely először 1710 és 1712 között, Párizsban jelent meg 5 kötetben.

## Magyar fordítások
Az első magyar fordítás francia változatból készült az erdélyi Deáki Filep Sámuel (1784-1855) műve, az Ezer egy nap, mely 1833-ban, illetve 1844-ben, Kolozsvárott jelent meg 2-2 kötetben.
A második ismert változat Vázsonyi Endre (1906-1986) munkája, Az ezeregynap legszebb meséi, mely 3 kiadást ért meg a Móra Könyvkiadónál: 1961, 1963 és 1985. Ezek az eredeti mesékből mindössze tízet tartalmaznak, azt is az ifjúságnak átdolgozott formában.
Vázsonyi fordítása később több német nyelvű kiadást is megért.  Archiválva 2016. március 7-i dátummal a Wayback Machine-ben
Teljes, szöveghív magyar fordítás az Ezeregynap meséiből még nem készült.